# Amie Harwick
Amie Nicole Harwick (Sellersville, Pensilvania; 20 de mayo de 1981 - West Hollywood, California; 15 de febrero de 2020) fue una terapeuta de matrimonio y familia y escritora estadounidense.

## Biografía
Trabajó como modelo y bailarina para pagar sus gastos y formación universitaria. Estudió Psicología en la Universidad Estatal Politécnica de California en Pomona (California), luego obtuvo una Maestría en Artes por la Universidad Pepperdine en Psicología Clínica enfocada en el trato de terapia familiar y de pareja y un doctorado por el Instituto de Estudios Avanzados de la sexualidad humana. Más tarde se convirtió en médico con licencia en Psicoterapia y Terapia Sexual. Harwick era una conocida terapeuta en West Hollywood, especializada en asesoramiento familiar y sexual. Solía aparecer con regularidad en podcasts y televisión, así como en su canal de YouTube, para hablar de diversos temas.
En el momento de su muerte, había comenzado a trabajar con Pineapple Support, una organización de profesionales de la salud mental para los trabajadores de la industria pornográfica fundada a finales de 2017 a raíz de una ola de suicidios en la misma.

## Vida personal
Harwick comenzó a salir con el comediante Drew Carey, a quien conoció en una fiesta en el verano de 2017. Carey publicó una foto de ellos juntos en Instagram con el título: "La cara de un ganador de lotería (L)". Un año después, Carey le propuso matrimonio y se comprometieron. El compromiso se suspendió poco después y la separación se mantuvo en términos amistosos. Después de su muerte, Carey expresó a NBC que Harwick era "una fuerza positiva en el mundo y una campeona de las mujeres que no se disculpaba".

## Muerte
El 15 de febrero de 2020, Harwick fue encontrada bajo un balcón en su casa, confirmándose su muerte poco después de llegar al hospital. La investigación inicial declaró el caso como homicidio tras descubrir que había sido estrangulada y arrojada desde el tercer piso, después de una pelea en el interior.
El principal sospechoso, un exnovio de Amie Harwick llamado Gareth Pursehouse, que tenía dos órdenes de alejamiento contra la terapeuta, fue detenido al día siguiente, saliendo en libertad después de abonar la fianza de 2 millones que se le pedía. Fue detenido por segunda vez poco después, sin posibilidad de fianza, siendo acusado formalmente de los cargos de asesinato, robo y allanamiento de morada. Pursehouse se declaró inocente del cargo de asesinato, si bien se llegó a solicitar en el transcurso del juicio la pena de cadena perpetua, así como inclusive la de muerte en caso de ser condenado. Fue condenado a cadena perpetua en 2023 por asesinato en primer grado.